# Josh Appelbaum
Pour les articles homonymes, voir Appelbaum.
Josh Appelbaum est un scénariste et producteur américain. Il collabore régulièrement avec André Nemec.

## Biographie

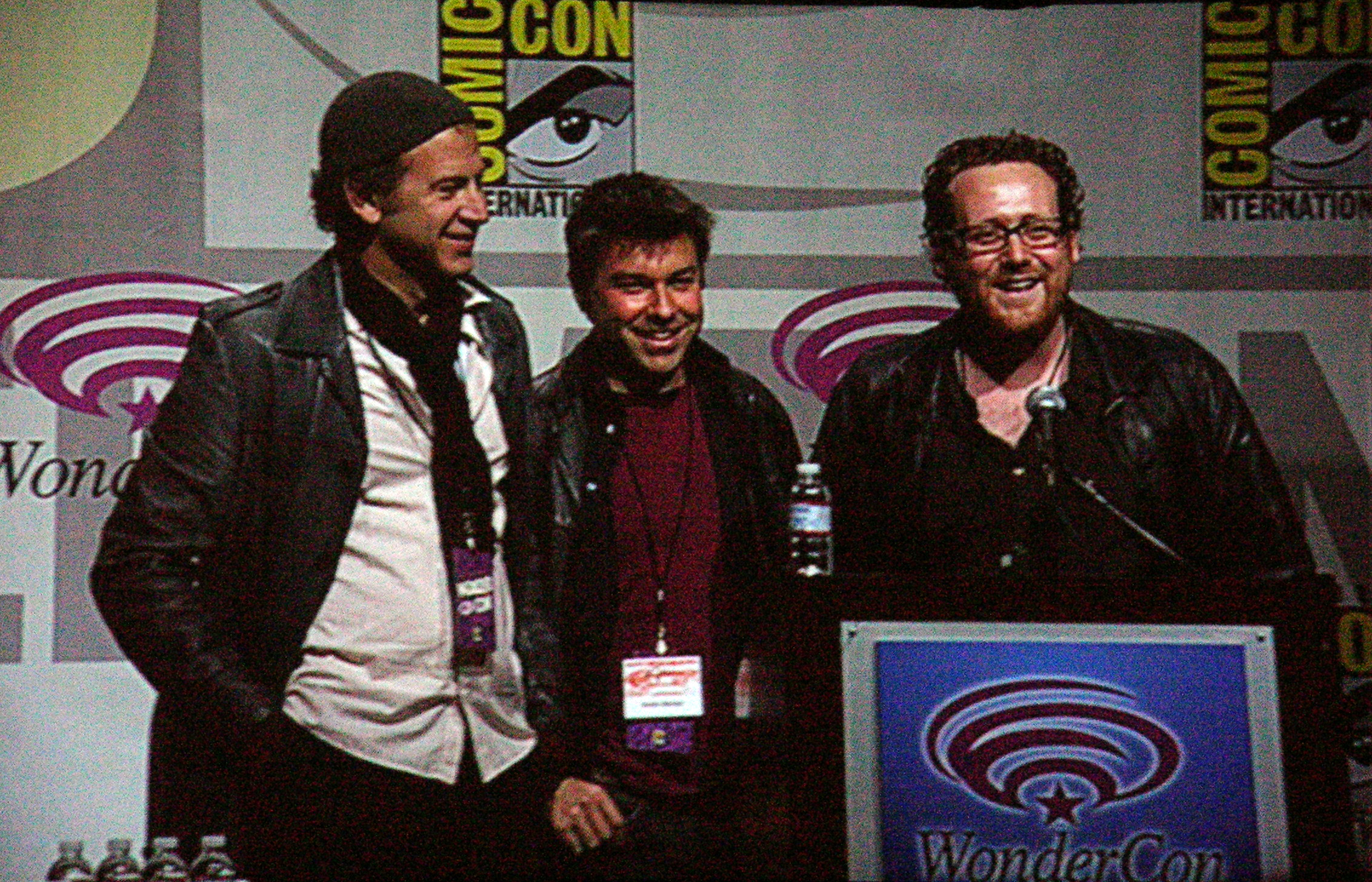
À droite de Scott Rosenberg et André Nemec, au Comic-Con de San Diego 2010, pour Happy Town.

Il scénarise des épisodes de plusieurs séries télévisées dès 1998 (Le Flic de Shanghaï, Profiler, Demain à la une, ...)
Il crée la série télévisée October Road, avec André Nemec et Scott Rosenberg, diffusée sur ABC entre mars 2007 et mars 2008.
Toujours avec André Nemec et Scott Rosenberg, il développe la série Happy Town, qui est diffusée sur ABC en 2010. Faute de succès, elle ne connaitra qu'une seule saison de 8 épisodes.
Il signe ensuite son premier scénario pour le cinéma avec Mission impossible : Protocole Fantôme, 4e opus de la saga Mission impossible. Quelque temps plus tard, il participe au scénario Ninja Turtles (Teenage Mutant Ninja Turtles, 2014, Jonathan Liebesman), 4e film adapté du comics Les Tortues ninja. Il écrit ensuite un autre « épisode 4 » d'une autre saga : Le Flic de Beverly Hills 4 de Brett Ratner, prévu pour 2016.

## Filmographie

### Scénariste

#### Télévision
- 1998 : Le Flic de Shanghaï (Martial Law)
- 1999 : Profiler
- 1999-2000 : Demain à la une (Early Edition)
- 2001-2002 : On the Road Again
- 2002 : The Chronicle
- 2002 : Spy Girls (She Spies)
- 2002-2003 : Fastlane
- 2003-2005 : Alias
- 2007-2008 : October Road
- 2008-2009 : Life on Mars
- 2010 : Happy Town

#### Cinéma
- 2011 : Mission impossible : Protocole Fantôme (Mission: Impossible : Ghost Protocol) de Brad Bird
- 2014 : Ninja Turtles (Teenage Mutant Ninja Turtles) de Jonathan Liebesman
- 2016 : Ninja Turtles 2 (Teenage Mutant Ninja Turtles: Out of the Shadows) de Dave Green
- 2025 : Heads of State d'Ilia Naïchouller

### Producteur

#### Télévision
- 2002 : Spy Girls (She Spies)
- 2002-2003 : Fastlane
- 2003-2005 : Alias (supervising producer puis co-executive producer)
- 2007-2008 : October Road (également créateur de la série)
- 2008 : Samurai Girl
- 2008-2009 : Life on Mars (producteur délégué)
- 2010 : Happy Town (également créateur de la série)
- 2014-en production : Star-Crossed (producteur délégué)

#### Cinéma
- 2011 : Mission impossible : Protocole Fantôme (Mission: Impossible : Ghost Protocol) de Brad Bird
- 2014 : Project Almanac de Dean Israelite
- 2021 : Sans aucun remords (Without Remorse) de Stefano Sollima
- 2025 : Heads of State d'Ilia Naïchouller